# کاترینا کریون
کاترینا کریون (انگلیسی: Katrina Kraven؛ زاده ۱۷ اکتبر ۱۹۷۷) یک بازیگر پورنوگرافی اهل ایالات متحده آمریکا است.